# Trachyjulus cavernicola
Trachyjulus cavernicola är en mångfotingart som först beskrevs av Pocock 1894.  Trachyjulus cavernicola ingår i släktet Trachyjulus och familjen Cambalopsidae. Inga underarter finns listade i Catalogue of Life.